# باول كاتلر
باول كاتلر (بالإنجليزية: Paul Cutler)‏ هو لاعب كرة قدم بريطاني، ولد في 18 يونيو 1946 في ولوين جاردن سيتي في المملكة المتحدة. لعب مع تونبريدج أنغلز وكريستال بالاس ونادي دوفر.